# Pernando Barrena Arza
Pernando Barrena (Pamplona, 1965) és un polític navarrès de l'esquerra abertzale que ha desenvolupat la seva activitat al País Basc i Navarra. Ha estat membre de la direcció d'Herri Batasuna, Euskal Herritarrok, Abertzale Sozialistak i Batasuna. Regidor de Berriozar i traductor de professió, va ser detingut el 1985 acusat de pertànyer a un grup d'informació d'ETA.
Després de la detenció de la cúpula d'Herri Batasuna en 1998, va passar a formar part de la nova direcció, integrant-se amb rapidesa entre els més joves capdavanters com Arnaldo Otegi, Joseba Permach, Juan Joxe Petrikorena o Jone Goirizelaia. Es va presentar i va ser escollit parlamentari a les eleccions al Parlament de Navarra de 1999 en la candidatura d'Euskal Herritarrok. Es va convertir el 2000 en un dels principals dirigents d'Herri Batasuna i, posteriorment, de Batasuna (creada el 2001).
A pesar que l'organització va ser il·legalitzada en 2003 pel Tribunal Suprem, acusada d'estar vinculada a ETA, va seguir exercint-ne de forma permanent funcions de portaveu. Va tractar, com altres dels membres de la il·legalitzada organització, d'obtenir representació al Parlament de Navarra a través d'organitzacions polítiques interposades que van ser il·legalitzades, tant en la convocatòria electoral de 2003 com en 2007. Com a conseqüència de les mobilitzacions afavorides per la il·legalitzada Batasuna que, en 2006, van concloure amb una convocatòria de vaga general on es van produir greus agressions a persones i béns, Barrena fou acusat per l'Audiència Nacional per 108 delictes, entre ells inducció de desordres públics, coaccions i estralls terroristes, quedant en llibertat sota fiança de 200.000 euros.
El 4 de febrer de 2008 va ser detingut, juntament amb Francisco José Urrutia, per ordre del jutge de l'Audiència Nacional, Baltasar Garzón, que instrueix el sumari sobre la nova Mesa Nacional de Batasuna pels seus vincles amb ETA, acusat d'integració en organització terrorista.
A les eleccions al Parlament Europeu de 2019 Barrena va ser elegit eurodiputat a la llista Ara Repúbliques i va exercir fins a setembre de 2022, quan va cedir el seu escó a Ana Miranda Paz del BNG en compliment dels pactes de la coalició.